# Yokohama FC (Hong Kong)
Leaper Metro Gallery FC é um clube de futebol de Hong Kong fundado em 2008.

## História
A equipe começou como Fourway Athletics (chinês tradicional: 四海體育會), juntou-se à Hong Kong First Division em  temporada 2008-09 como membro da competição (chinês tradicional: 競賽會員, membros que pagam uma quantia específica de dinheiro e patrocinam uma copa doméstica de Hong Kong para a Associação de Futebol de Hong Kong, para ingressar na Liga da Primeira Divisão de Hong Kong) da Associação de Futebol de Hong Kong.
Em temporada 2009–10, o Fourway se fundiu com o Rangers na Segunda Divisão de Hong Kong e foi renomeado como Fourway Rangers (chinês tradicional: 四海流浪) para a nova temporada.
Na temporada 2011–12, o time foi renomeado para Biu Chun Rangers em homenagem ao patrocinador do clube Biu Chun Watches.
Na Temporada de 2012–13, o time foi renomeado como 'Yokohama FC Hong Kong.
Na temporada 2013–14, o Yokohama FC Hong Kong mudou sua casa de Siu Sai Wan Sports Ground para Tseung Kwan O Sports Ground, terminando um decepcionante 10º lugar na liga.
Para a temporada 2014–15, o clube obteve o patrocínio da Modic Entertainment e foi renomeado como YFCMD (Yokohama FC Modic ). A equipe também mudou mais uma vez os estádios para Sham Shui Po Sports Ground.
No verão de 2015, a Modic Entertainment confirmou que não estenderá o contrato de patrocínio com o clube. A Metro Gallery confirmou que conseguiu o patrocínio.

Em 6 de julho de 2016, o clube anunciou via Facebook que não colocaria um time na temporada 2016–17, em vez disso, optando por cair voluntariamente para a Segunda Divisão.
O South China Morning Post informou que a equipe estava enfrentando dificuldades financeiras depois de não conseguir patrocínio para a Premier League.
Na temporada 2017-18, o clube foi renomeado como Hongda Metro Gallery, mudando de nome, sucessivamente, a cada temporada, assim, para Hongda (2018-19), Icanfield (2019-20), e Leaper MG (temporada 2021-22).